# José de Hermosilla
José de Hermosilla Sandoval est un architecte et ingénieur militaire espagnol, né à Llerena (province de Badajoz) le 12 mai 1715, et mort à Leganés le 21 juin 1776.
Il a été un des architectes les plus importants du XVIIIe siècle en Espagne, avec ses contemporains Francesco Sabatini, Juan de Villanueva et Ventura Rodríguez. Il a écrit un livre d'architecture civile.

## Biographie
Il a commencé sa carrière comme ingénieur militaire (avec le grade de capitaine). Il a débuté comme dessinateur pendant la réalisation du Palais royal de Madrid. Pendant ces travaux, Ferdinand VI a décidé lui octroyé une pension pour faire des études à Rome en 1747 grâce à l'intervention du ministre José de Carvajal y Lancaster et de son frère Ignacio Hermosilla. Il remplace Juan de Villanueva qui avait gagné cet avantage grâce à son mérite, et avait démissionné pour des raisons personnelles. Pendant son séjour à Rome , il a rencontré l'architecte papale Ferdinando Fuga qui a eu une grande influence sur lui. À son retour de Rome, en 1751, il est retourné travailler sur le chantier  du Palais Royal sous la direction de Juan Bautista Sacchetti.
Il a participé aux premières activités de l'Académie royale des beaux-arts de San Fernando nouvellement créée. Il y a été professeur de géométrie. Au cours de cet enseignement, il a écrit un traité de géométrie en collaboration avec Ventura Rodríguez. En 1752, il a été nommé directeur de l'Architecture Académie San Fernando.
En 1756, renonce à ses positions académiques pour se consacrer à son activité d'ingénieur militaire. Il est participé à la guerre hispano-portugaise de 1762-1763 sous le commandement du comte de Maceda .
Le roi Ferdinand VI le charge de réaliser le projet d'un nouvel hôpital général et de la Pasión situé dans la rue Santa Isabel (cet édifice est devenu le Musée national centre d'art Reina Sofía), commencé en 1750. Il en a assuré la direction de la construction jusqu'en 1768.

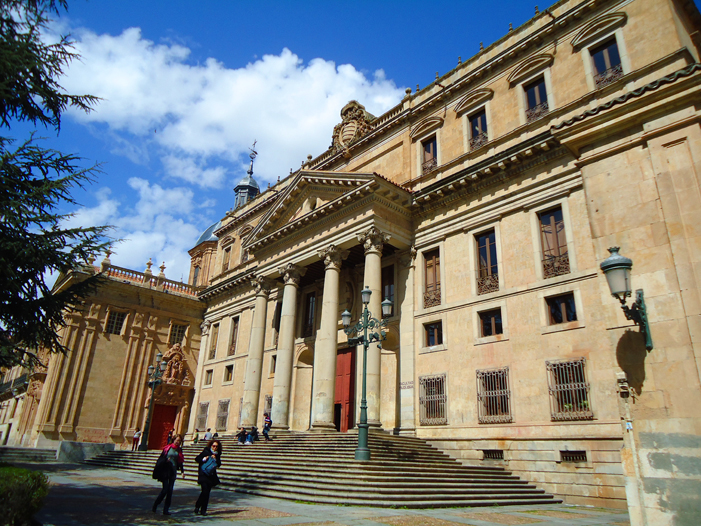
Colegio Mayor de Anaya
Salamanque

Probablement l'édifice le plus important réalisé par cet architecte est le Colegio Mayor de Anaya (ou de San Bartolomé), à côté de la nouvelle cathédrale de Salamanque, dont la construction a commencé en 1760. Il a été conçu comme un palais monumental précédé par un portique classique avec colonnes. C'est l'un des principaux bâtiments néoclassiciques espagnol. Juan de Sagarvinaga l'a assisté dans la construction.
Vers 1760, il a rédigé le projet de la basilique de San Francisco el Grande à Madrid suivant les idées du frère Francisco Cabezas. Le projet prévoyait la construction d'une grande église circulaire  entouré de sept chapelles et couverte avec une grande coupole de 33 mètres de diamètre. Le projet a été modifié ensuite par d'autres architectes pour arriver à l'édifice actuellement conservé. 

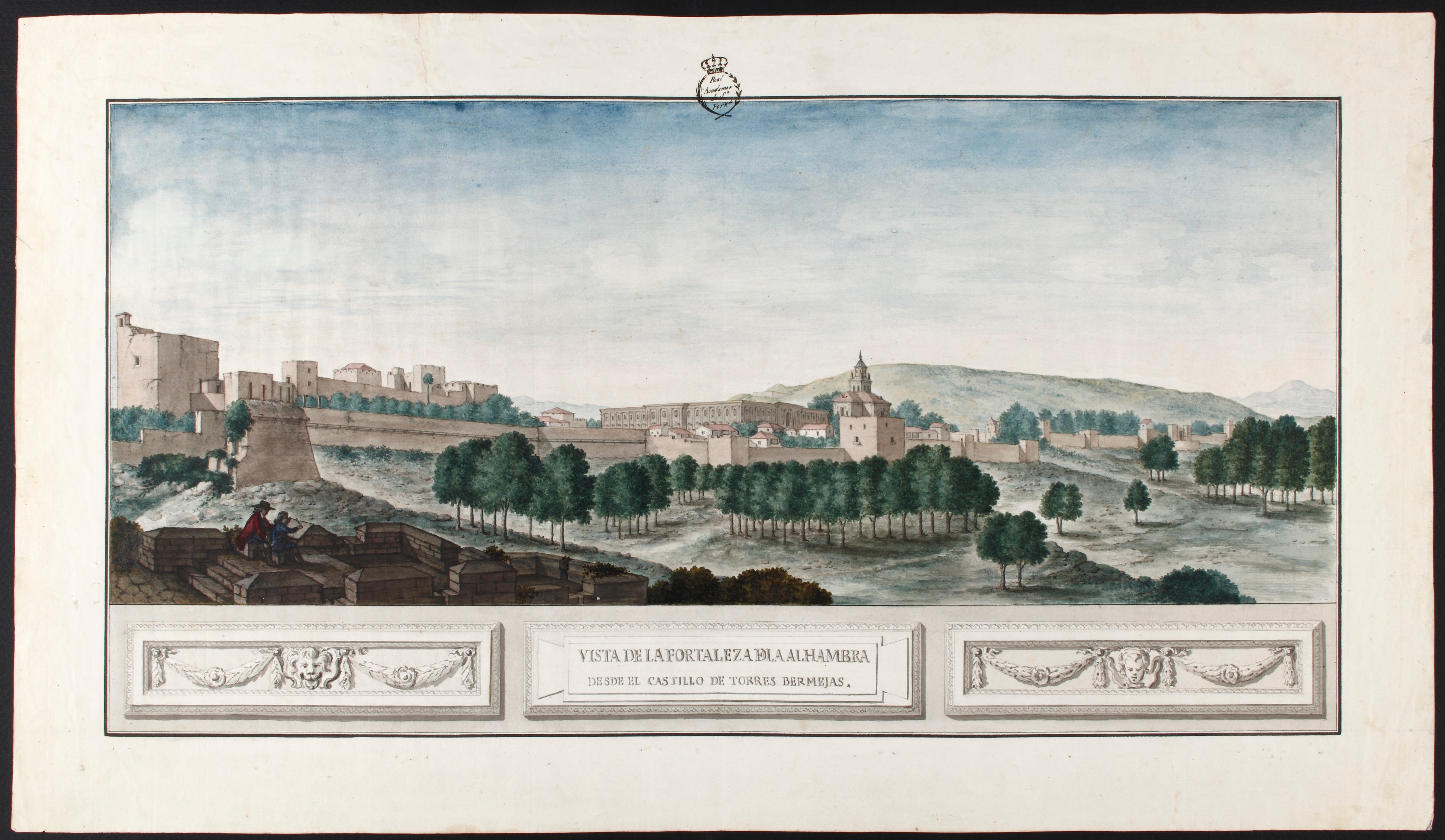
Vue de l'Alhambra de Grenade, depuis le Castillo de Torres Bermejas

En 1765,il fait un voyage en Andalousie pour étudier les monuments arabes conservés à Cordoue et à Grenade avec Juan de Villanueva et Juan Pedro Arnal qui sont alors des apprentis.
Entre 1767 et 1784, il a travaillé sur le projet d'aménagement urbanistique qui a ensuite été appelé Salón del Prado (actuel Paseo del Prado), à Madrid. Il l'a conçu suivant un plan longitudinal avec plusieurs fontaines espacées (Cibeles, Neptune et les quatre saisons ou d'Apollon) réalisées par Ventura Rodríguez. Il allait de l'actuelle Plaza de Cibeles jusqu'à la place de l'Empereur Charles Quint.